# 프리치 하베를란트
프리치 하베를란트(Fritzi Haberlandt, 1975년 6월 6일 ~ )는 독일의 배우이다.

## 출연 작품
- 포그 인 어거스트 (2016)
- 우리친구 피들스틱스 (2014)
- 트랜스파파 (2012)
- 더 리노 앤 더 드래곤플라이 (2012)
- 프로미싱 더 문 (2011)
- 썸머 윈도우 (2011)
- 프라이쉬위머 (2007)
- 단지 유령일 뿐 (2006)
- 피스 앳 5:30 (2004)
- 러닝 투 라이 (2003)
- 콜드 이즈 더 브리스 오브 이브닝 (2000)